# Raffaello Vanni
Raffaello Vanni, född 4 oktober 1587 i Siena, död 29 november 1673 i Siena, var en italiensk målare under barockens epok. Han var son till Francesco Vanni och bror till Michelangelo Vanni. 

## Biografi
Vanni gick först i lära hos fadern, som avled 1610. Därefter begav han sig till Rom, där han blev elev till Guido Reni och Antonio Carracci. Han lät sig med tiden influeras av Pietro da Cortonas måleri. År 1655 blev han ledamot av Accademia di San Luca.

## Verk i urval
- Jungfru Marie födelse – högaltaret, Santa Maria in Publicolis, Rom[1]
- Den heliga Helena – Santa Maria in Publicolis, Rom[1]
- Jungfru Marie himmelsfärd – Oratorio dei Filippini[2]
- Den helige Tomas av Villanova – Santa Maria Assunta, Ariccia[3]
- Jungfru Maria uppenbarar sig för den helige Robert av Molesmes mor – Santa Croce in Gerusalemme, Rom[4]
- Jungfru Marie födelse – Santa Maria della Pace, Rom[5]
- Jungfru Marie förhärligande – kupolen, Santa Maria del Popolo[6]

## Bilder
| - Jungfru Maria uppenbarar sig för den helige Robert av Molesmes mor, Santa Croce in Gerusalemme. - Jungfru Marie förhärligande, Santa Maria del Popolo. |